# Gresham Castle

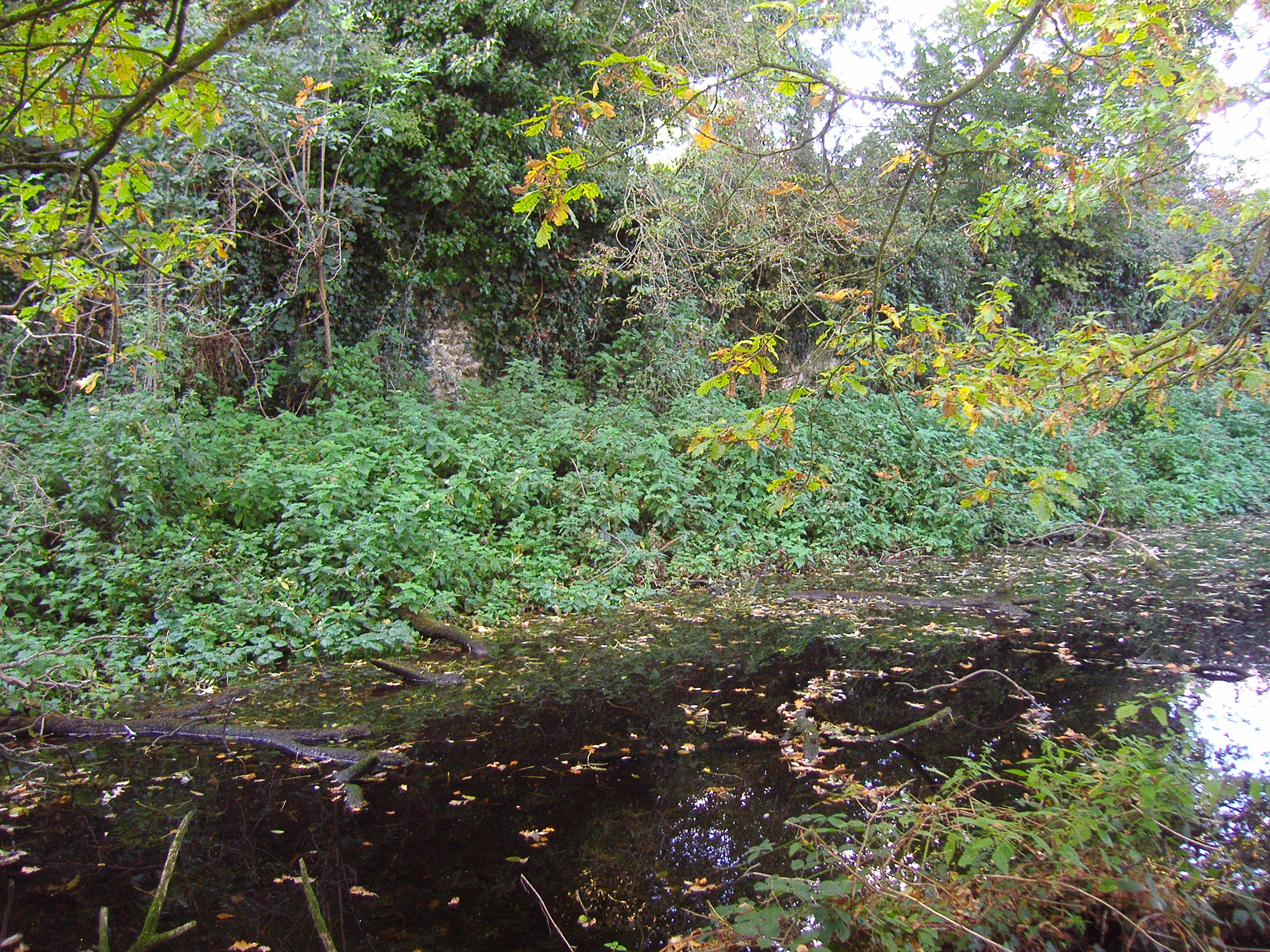
Die überwachsene Kurtine von Gresham Castle

Gresham Castle ist eine Burgruine südlich des Dorfes Gresham im Norden der englischen Grafschaft Norfolk. Die mittelalterliche Burg war eigentlich ein befestigtes Herrenhaus.
Der Eigentümer, Sir Edmund Bacon, erhielt 1318 eine königliche Erlaubnis, sein Herrenhaus zu befestigen (engl.: „Licence to Crenellate“). Gresham Castle war eine aus einer Gruppe späterer Burgen, die entlang der Ostküste Englands befestigt oder errichtet wurden, zu der auch Baconsthorpe Castle, Caister Castle, Claxton Castle und Mettingham Castle in Suffolk gehörten.

## Beschreibung
Die Burgruine liegt auf einem grünen Feld in der Nähe des Dorfes. Ihr Grundriss ist rechteckig und hat einen gewölbten Vorsprung an der Nordwestecke. Ein Burggraben um das Anwesen ist stellenweise 4–5 Meter breit und enthält immer noch Wasser, das die Zugänglichkeit der Burgruine erschweren kann. Das Wasser des Grabens kam einst vom Bach Gur Beck, der heute allerdings umgeleitet ist und etwa 50 Meter entfernt von der Burgruine verläuft. Die mittlere Plattform der Burg ist ungefähr 2378 m² groß und trägt Rundtürme mit Durchmessern von 10,6 Metern. Die Ruine ist heute dicht von Bäumen, Büschen und Brombeersträuchern überwachsen, was einen Überblick über die Burg sehr schwierig macht. Der Turm, der ehemals in der Südostecke stand, ragte über die Plattform hinaus. Die Steinverkleidungen der beiden Ecktürme an der Westfassade kann man heute noch sehen, wobei eine sehr viel größer als die andere ist. Zwischen ihnen ist noch ein Teil der Kurtine bis zu einer Höhe von etwa 1,8 Metern erhalten. Die Fundamente auf dem Gelände zeigen, dass es früher noch Türme auf der Ostseite gegeben haben muss. Der Turm in der Nordwestecke hatte die Größe eines Donjons. Große Holzbalken, von denen man annimmt, dass sie Überreste einer Zugbrücke und der Kiel eines Bootes sind, wurden entdeckt, als der umgebende Graben 1846 gereinigt wurde.

## Geschichte
1427 kaufte der Rechtsanwalt William Paston († 1444) Burg und Grundherrschaft von Gresham, um sie seinen schon großen Besitzungen in Norfolk hinzuzufügen. Paston kaufte Burg und Grundherrschaft von Thomas Chaucer aus Ewelme und William Moleyne, denen das Anwesen bis dahin zu gleichen Teilen gehört hatte. Die Rechtmäßigkeit des Verkaufs wurde jedoch von einem Adligen aus Wiltshire, Robert Hungerford, Lord Moleynes, 2. Baron Hungerford, angezweifelt. Später, als William Paston starb, hinterließ er seinem Sohn John Paston eine große und wertvolle Erbschaft. Lord Moleynes langjähriger Anspruch auf die Hälfte des Anwesens wurde von John Pastons bitterem Rivalen John Haydon vom nahegelegenen Baconsthorpe Castle unterstützt. Am 17. Februar 1448 griffen Truppen unter der Führung von Lord Moleynes das befestigte Herrenhaus direkt an, drangen ein und begannen, Pacht von den Pächtern der Grundherrschaft einzuziehen. Nach diesem Vorfall richtete John Paston eine Petition an den König und nach dessen Einschreiten beanspruchte Paston am 6. Oktober das Anwesen erneut für sich. Am 28. Januar besetzte Moleyne mit einer Streitmacht von 1000 Mann, teils aus örtlichen Kräften, teils aus Gefolgsleuten aus Wiltshire, die Burg erneut und vertrieb diesmal Pastons Frau Margaret mit Gewalt, ebenso wie 12 ihrer Diener. Ein Leutnant von Moleynes Truppe mit Namen Partridge wurde zurückgelassen, um die Burg gegen jeden Versuch Pastons zu verbarrikadieren, sein Anwesen wieder zu beanspruchen. In den Paston Letters erklärte Margaret ihrem Gatten:

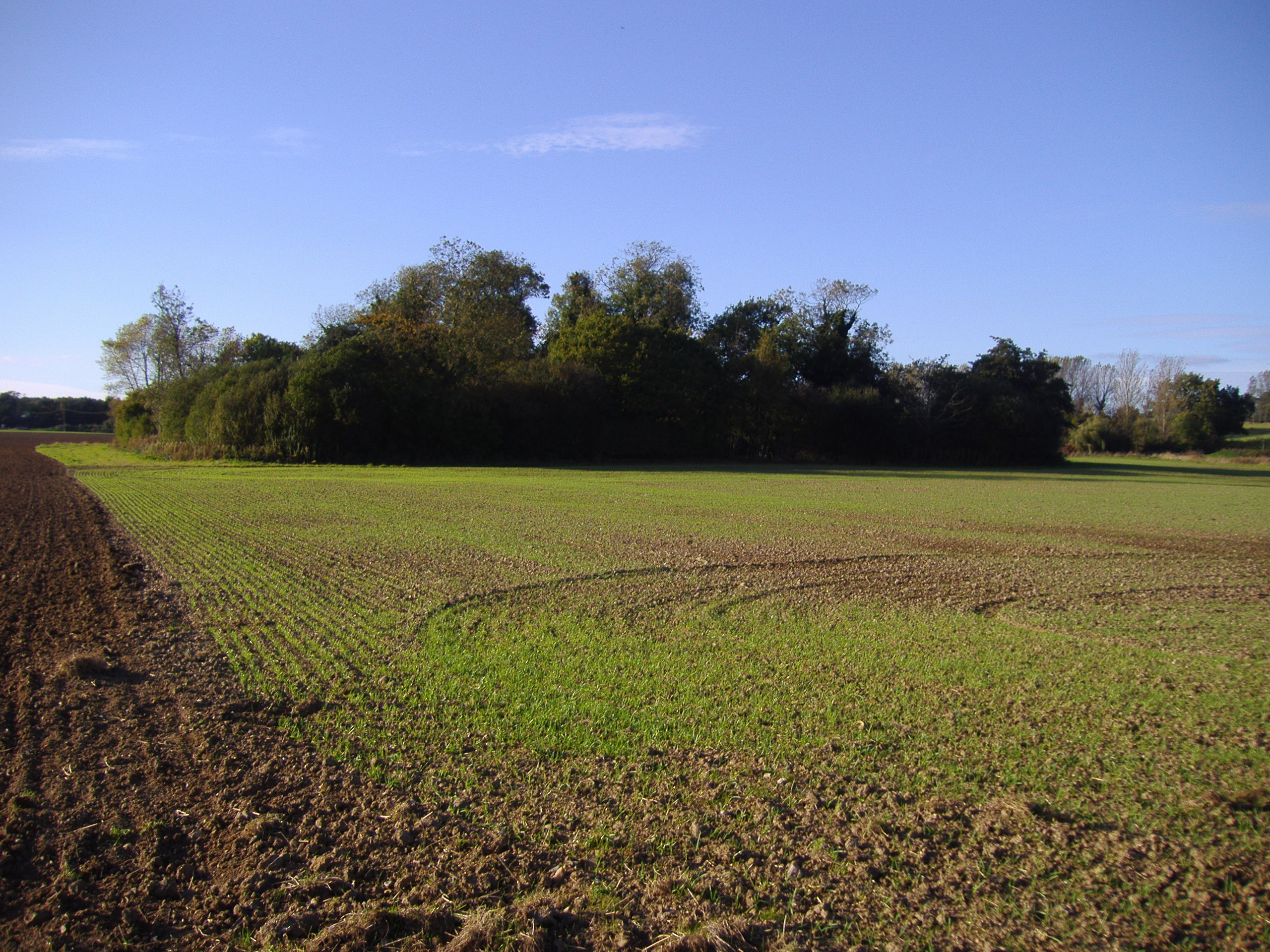
Die überwachsene Burgruine von Gresham Castle

 „(...) Partridge und seine Kumpane sind so besorgt, dass Sie wieder über sie herfallen könnten, und sie haben im Haus Verordnungen ausgegeben, wie man mir sagte. Sie haben Balken gemacht, um die Tore über Kreuz zu verrammeln und sie haben in jedem Viertel des Hauses Pförtchen angelegt, um von dort herauszuschießen, sowohl mit Pfeil und Bogen als auch mit Handfeuerwaffen.“
Ein Jahr später beanspruchte John Paston Burg und Grundherrschaft erneut, diesmal ohne Widerstand. Er fand die Burg in sehr schlechtem Zustand vor; man konnte dort nicht mehr wohnen. 1466 starb John Paston und hinterließ seine Ländereien einschließlich Gresham Castle seinem ältesten Sohn, der ebenfalls John hieß. 1471 beauftragte Sir John Gresham den Wiederaufbau von Gresham Castle und sandte seinen Bruder, der eigenartigerweise ebenfalls John hieß, das Gelände zu vermessen und Pläne für den Wiederaufbau zu zeichnen. Es kam aber nie zu diesem Wiederaufbau und das Anwesen wurde aufgegeben.